# Социалдемократическа партия на Андора
Социалдемократическата партия на Андора (на каталонски: Partit Socialdemòcrata d'Andorra) е андорска политическа партия, която подкрепя социалдемокрацията. Основана е през 2000 година. Неин настоящ председател е Висенс Алай Феррер.
На изборите през 2001 година партията печели 30% от гласовете, което ѝ осигурява 6 места от общо 28-те в андорския парламент. През 2005 година партията е на второ място с 38,1% от гласовете и 11/28 места. На изборите, проведени на 26 април 2009 година, партията печели 14/28 места, а през 2011 година – 6.
Има статут на наблюдател в Партията на европейските социалисти (ПЕС).